# Willi Gehring
Willi Gehring (* 23. Mai 1949) ist ein deutscher Politiker (CDU).
1965 trat Gehring in die Junge Union ein. Seit 1968 ist Willi Gehring Mitglied der CDU.
Auch in den Sozialausschüssen der CDU - CDA - Christlich-Demokratische Arbeitnehmerschaft, ist er seit 1969 Mitglied.
Von 1969 bis 1975 war Gehring Landessozialsekretär der CDA/CDU-Saarland. Seit 1972 - 1982 Landesvorsitzender der Jungen Arbeitnehmerschaft der CDA-Saarland. Von 1983 bis 1989 Stellv. CDA-Landesvorsitzender und von 1990 bis 2000 Landesvorsitzender der Christlich-Demokratischen Arbeitnehmerschaft Saarland. Von 1990 bis 2000 war er auch Mitglied des CDA-Bundesvorstandes.
In Friedrichsthal war Gehring von 1984 bis 2004 CDU-Stadtverbands-Vorsitzender, 6 Jahre war Mitglied des Stadtrates Friedrichsthal. Von 1985 bis 2004 wurde Willi Gehring viermal als Abgeordneter in den Landtag des Saarlandes gewählt.
Seit 1980 ist Willi Gehring Mitglied des Deutschen Gewerkschaftsbundes (DGB) und er gehörte in diesem Zeitraum den Einzelgewerkschaften HBV, ÖTV/Verdi, und bis heute der IGBCE an. Im Rahmen seiner Mitgliedschaft war er lange Jahre DGB-Kreisvorstandsmitglied sowie Ortskartellvorsitzender des DGB-Stadtverbandes Friedrichsthal.
1984 trat Gehring in den Landesvorstand der THW-Helfervereinigung ein, Im Landesvorstand der THW-Landeshelfervereinigung war er erst Schriftführer, dann Vizepräsident und von 2000 - 2011 Präsident der THW-Landeshelfervereinigung Saarland.
Seit 1988 organisiert Willi Gehring Hilfsaktionen für arme Menschen in Rumänien.
Im März 1989 und während der rumänischen Revolution – Dezember 1989 – war Gehring mit Hilfstransporten in Rumänien.
1990 wurde Gehring Vorsitzender des Deutsch-Rumänischen Freundschaftskreises Saarland.
Aufgrund seiner Aktionen für arme Menschen in Rumänien ernannte ihn die „Aurel Vlaicu“-Universität in Arad am 17. April 2000 zum Ehrensenator.
Er ist zudem Ehrenbürger der rumänischen Stadt Lipova im Kreis Arad (seit 11. April 1995), der Gemeinde Ghioroc im Kreis Arad (seit 20. Dezember 1999) und der Gemeinde Zăbrani im Kreis Arad (seit 16. Dezember 2002).
Seit Dezember 1989 ist Gehring "Ehrengast auf Lebenszeit" des "teatrul liric Constanța" - Lyrischen Theaters der Stadt Constanța/Rumänien.
1991 wurde Willi Gehring von den Roma-Familien des Dorfes Chesint zum "Ehrenbaron" ernannt.
Seit Oktober 2011 ist Willi Gehring Ehrenmitglied des Eltern-Selbsthilfe-Vereins Integra (Arad) - Hilfe für behinderte Kinder.
Gehring ist seit 1994 Mitglied des Cercul de prietenie roman-germano din zona Lipova (Rumänisch-Deutscher Freundschaftskreis Region Lipova/Rumänien) und seit 3. Mai 2011 Präsident des Rumänisch-Deutschen Freundschaftskreises in Lipova, Rumänien.
Für seine Verdienste bekam Gehring 2009 den Verdienstorden des Saarlandes.